# Shawnacy Barber
Shawnacy Campbell "Shawn" Barber, född 27 maj 1994 i Las Cruces, New Mexico, död 17 januari 2024 i Kingwood i Houston, Texas, var en kanadensisk-amerikansk friidrottare som tävlade för Kanada i stavhopp. Barber tog VM-guld 2015 på höjden 5,90 meter.
Barber tillhörde den exklusiva skara som hoppat över 6 meter vilket han klarade inomhus.
Barber föddes i New Mexico med en amerikansk far, men växte själv huvudsakligen upp i Kincardine, Ontario i Kanada.